# Stazione di Mikunigaoka (Osaka)
La stazione di Mikunigaoka (三国ヶ丘駅?, Mikunigaoka-eki) è una stazione ferroviaria del quartiere di Sakai-ku a Sakai città della prefettura di Osaka in Giappone. La stazione è gestita dalla JR West e serve la linea Hanwa.

## Linee
JR West
■ Linea Hanwa
 Ferrovie Nankai
● Linea Nankai Kōya

## Struttura
La stazione, servita dai due operatori, è costituita da due marciapiedi laterali con 2 binari in superficie per le ferrovie Nankai, e due marciapiedi laterali con due binari in trincea per la JR West

### Stazione JR
| 1 | ■ Linea Hanwa | per Ōtori, Kansai Aeroporto e Wakayama |
| 2 | ■ Linea Hanwa | per Tennōji e Osaka                    |

## Stazione Nankai
| 1 | ● Linea Nankai Kōya | per Kōyasan e Izumi-Chūō  |
| 2 | ● Linea Nankai Kōya | per Sakai-Higashi e Namba |

## Stazioni adiacenti
| ≪                                                                | Servizio                                                                    | ≫            |
| Linea Hanwa                                                      | Linea Hanwa                                                                 | Linea Hanwa  |
| ---------------------------------------------------------------- | --------------------------------------------------------------------------- | ------------ |
| Sakaishi                                                         | Locale                                                                      | Mozu         |
| Sakaishi                                                         | Rapido Kankū Rapido Kishūji Rapido Rapido diretto Rapido B Rapido sezionale | Ōtori        |
| Linea Nankai Kōya                                                |                                                                             |              |
| Sakai-Higashi                                                    | Locale Semiespresso                                                         | Mozuhachiman |
| L'Espresso Rapido, l'Espresso e l'Espresso sezionale non fermano |                                                                             |              |